# Mussaurus
A Mussaurus (jelentése: egérgyík) a prosauropoda dinoszauruszok egyik neme, amely a késő triász kor idején élt Dél-Amerika területén (leginkább Argentínában).

## Felfedezésük
Az első leleteket, 1970-ben Jose Bonaparte argentin paleontológus találta meg. Később Dél-Patagóniában is találtak róla leleteket. Egy dinoszauruszfészekben, tojások mellett találtak meg, egy mindössze 20 centiméteres apró Prosauropodának a maradványait, így elképzelhető, hogy nemrégiben kikelt kölykökről lehet szó. Valószínű, hogy ez a faj később is csak pár méteresre nőtt meg. Az apró termetnek is megvannak a maga előnyei, gyorsan el lehet rejtőzni a ragadozók elől és kevesebbet kell enni az életfenntartáshoz.

## Életmódjuk
Növényevők voltak.

## Megjelenésük
A gekkóhoz hasonlítottak ezek az apró gyíkok. Szürkés-fekete színük volt. Testét pöttyök és fehér csíkok díszítették.